# Омельченки (Сумская область)
Омельченки (укр. Омельченки) — село,
Горобовский сельский совет,
Белопольский район,
Сумская область,
Украина.
Код КОАТУУ — 5920682606. Население по переписи 2001 года составляло 12 человек .

## Географическое положение
Село Омельченки находится на правом берегу реки Вир,
выше по течению примыкает село Беловишневое,
ниже по течению на расстоянии в 1 км расположено село Коваленки,
на противоположном берегу — село Вороновка.
Река в этом месте извилистая, образует лиманы, старицы и заболоченные озёра.
В 2-х км проходит автомобильная дорога Т-1908.